# Troxochrus cirrifrons
Troxochrus cirrifrons är en spindelart som först beskrevs av O. Pickard-Cambridge 1871.  Troxochrus cirrifrons ingår i släktet Troxochrus och familjen täckvävarspindlar. Inga underarter finns listade i Catalogue of Life.